# ماري لويز ميلور
ماري لويز فيبروني ميلور ( 29 أغسطس 1880-16 أبريل 1998) كانت معمرة كندية . إنها أكبر معمرة كندية على الإطلاق، وبعد وفاة حاملة الرقم القياسي العالمي لطول العمر جين كالمنت، أصبحت أكبر شخص حي معترف به في العالم.

## حياتها المبكرة
ولدت ماري لويز فيبروني شاسيه في 29 أغسطس 1880، في كاموراسكا، كيبيك ، لوالديها بيير تشارلز بيتري شاسيه وماري كاثرين فيبروني ليفيسك. تزوجت من زوجها الأول، إتيان ليكلير، في سن العشرين عام 1900. كان ليكلير صيادًا وتوفي بسبب الالتهاب الرئوي في 24 فبراير 1911 عن عمر يناهز 39 عامًا. كان لديهم ستة أطفال، أربعة منهم ظلوا على قيد الحياة حتى سن البلوغ. في الأشهر الاثني عشر التالية، توفي والداها: والدها في 25 يونيو 1911، عن عمر يناهز 61 عامًا؛ ووالدتها في 23 فبراير 1912، عن عمر يناهز 59 عامًا.

## الانتقال إلى أونتاريو
في عام 1913، وضعت ماري لويز اثنين من أطفالها الأربعة الناجين مع العائلة أو الأصدقاء، وانتقلت إلى حدود أونتاريو للمساعدة في دعم أختها، التي كان أطفالها مرضى بالدفتيريا. وهناك تزوجت من زوجها الثاني، هيكتور ميلور، في 25 أكتوبر 1915. كان لديهم ستة أطفال معًا.

## العودة إلى كاموراسكا والحياة اللاحقة
لم تعد مييور إلى منطقة كيبيك حتى عام 1939، عندما استقرت مرة أخرى في كاموراسكا. توفي زوجها الثاني هيكتور ميلور في عام 1972 عن عمر يناهز 93 عامًا بسبب مرض السكري. منذ ذلك الوقت عاشت ميليور مع إحدى بناتها لفترة من الوقت. عندما احتاجت إلى مزيد من الرعاية، انتقلت إلى دار رعاية المسنين في كوربيل. من بين أطفالها الإثني عشر الذين ولدوا لها، لم ينج منها سوى أربعة. كان لديها 85 حفيدًا، و80 من أبناء الأحفاد، و57 من أبناء الأحفاد، وأربعة من أبناء الأحفاد.
أفضل ما أقلع عن التدخين في سن 102 سنة في عام 1982، بعد إصابته بنزلة برد. في عام 1986، عندما سُئلت عن سر العمر الطويل، قالت إنه العمل الجاد. كان ميلور نباتيًا. أصبحت أكبر شخص معمر في العالم في 4 أغسطس 1997، بعد وفاة الفرنسية جين كالمينت عن عمر ناهز 122 عاماً. بحلول عيد ميلادها الـ 117، كانت ضعيفة للغاية بحيث لا تستطيع التحدث، ولا تستطيع السمع إلا إذا صرخ أحدهم مباشرة في أذنها اليمنى.

## موت
توفيت ماري لويز ميلور بسبب جلطة دموية عن عمر يناهز 117 عامًا في 16 أبريل 1998، في كورباي. وكان أحد أبنائها يعيش في نفس دار التمريض، وكانت ابنتها الكبرى، غابرييل فوغان، تبلغ من العمر تسعين عامًا. توفي فوغان في عام 2004 عن عمر يناهز 96 عامًا. تم دفن مييور إلى جانب زوجها الثاني في سويشا ، حيث كانت تعيش سابقًا. خلفتها الأمريكية سارة كنوس (1880-1999) كأكبر شخص على قيد الحياة.